# Phytoliriomyza melampyga
Phytoliriomyza melampyga (лат.) — вид двукрылых из семейства минирующих мух.

## Описание
Длина крыла у самцов 2,1-2,4 мм, у самок 2,0-2,5 мм. Голова светло-желтая. Глаза голые, их высота в 3,7-4,3 больше высоты щёк. Имеется две нижних и две верхних орбитальных щетинки. Орбитальные волоски хорошо развиты, расположены в один ряд и наклонены назад. Глазковый бугорк от светло-коричневого до жёлтого цвета. Глазковые и заглазковые щетинки хорошо развиты, длиннее верхних орбитальных. Задняя часть головы над затылочным отверстием коричневая, за исключением краев. Грудь в основном светло-жёлтая со светло-сероватым опылением, заметным на пигментированных участках. На среднеспинке имеется четыре пары дорсоцентральных щетинок, первая из которых находится перед поперечным швом. Щиток жёлтый, иногда с коричневатым боковым углом. Заднеспинка и бочки груди в основном жёлтые. Жужжальца полностью белые. Край калиптера и волоски на нём коричневые. Ноги жёлтые, голени тёмно-жёлтые или коричневатые. Брюшко светло-жёлтое.

## Биология

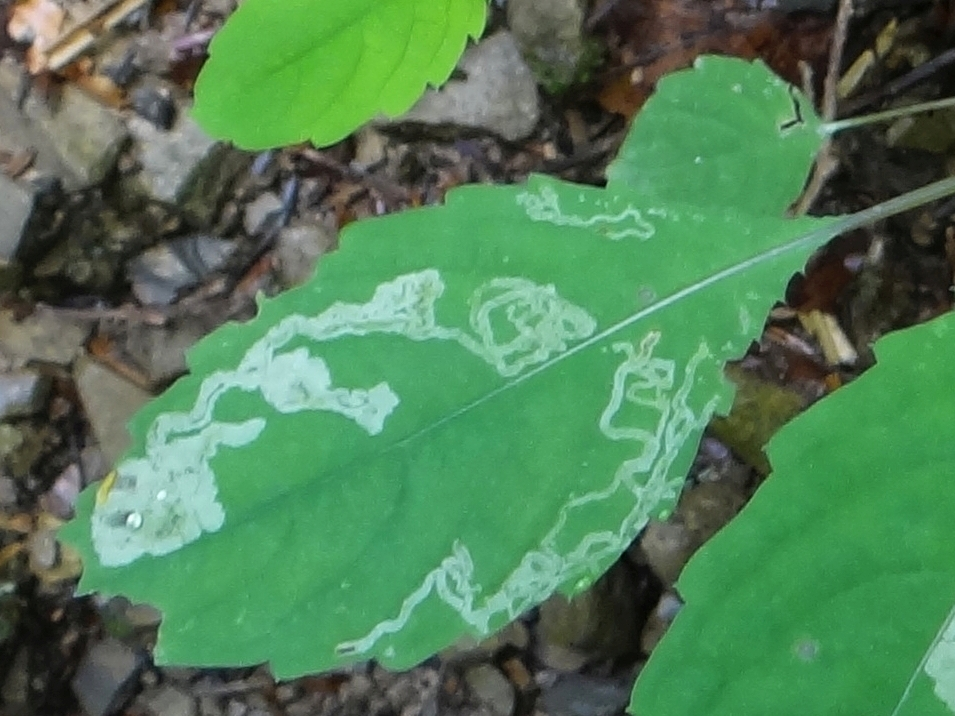
Мины на листе недотроги обыкновенной

Развиваются на недотрогах. Личинка образует беловатую линейную мину с экскрементами в виде неровных чёрных комочков.

## Распространение
Встречается в Евразии от Западной Европы до Камчатки и Южной Кореи, на юг до Индии, в Северной Америке (США и Канада).